# Гай-Нижник Павло Павлович
Павло́ Па́влович Гай-Ни́жник  (нар. 28 травня 1971, м. Дунаївці, Дунаєвецький район, Хмельницька область, Українська РСР) — український історик, політолог, поет, ідеолог і громадсько-політичний діяч, провідний науковий співробітник Інституту політичних і етнонаціональних досліджень ім. І. Ф. Кураса НАН України. Доктор історичних наук (2008), лауреат Міжнародної літературної премії імені І. Кошелівця (2014), академік ГО Української академії наук (2010), академік ГО Академії політичних наук України (2018), президент-академік (ГО) Української академії геополітики та геостратегії (2022). Заступник директора Науково-дослідного інституту українознавства МОН України (2020—2022). Є одним з провідних ідеологів і теоретиків сучасного націонал-консерватизму в Україні   , лідер Націонал-консервативного руху «Булава» . Член Експертної ради з питань подолання наслідків русифікації та тоталітаризму при Міністерстві культури та інформаційної політики України. Член Ради арабських і мусульманських учених України / مجلس العلماء العرب والمسلمين في أوكرانيا.

## Життєпис
Павло Гай-Нижник народився 28 травня 1971 року в місті Дунаївці Хмельницької області у сім'ї творчої інтелігенції.
Був активним учасником самостійницького руху в період перебудови в СРСР. Засновник і провідник націоналістичної молодіжної організації «Союз Українського Народу», яка діяла у 1986—1989 роках у містах Дунаївці та Кам'янець-Подільський. У 1988 році вперше на теренах радянського Поділля підніс національний прапор України (почепив на трубі Дунаєвецької суконної фабрики ім. В. Лєніна синьо-жовтий стяг).
1989 року був учасником Республіканської установчої конференції Товариства української мови імені Тараса Шевченка в Києві.
Переможець Кубка Хмельницької області з боротьби «самбо» на приз Героя Радянського Союзу Ф. Є. Гончарука (м. Нова Ушиця, 1985). Здобув «Золотий значок ГТО СРСР» (1985), ІІ юнацький спортивний розряд з легкої атлетики (1985) й з боротьби «самбо» (1986) та І спортивний розряд з футболу (1988).

### Освіта
- У 1978—1988 роках навчався у середній школі № 4 міста Дунаївці. Закінчив із срібною медаллю.
- У 1989—1990 роках був курсантом Донецького вищого військово-політичного училища інженерних військ і військ зв'язку імені генерала армії Єпішева. Відрахований з ДВВПУ за недисциплінованість, зокрема за здійснення "націоналістичної пропаганди" і "розпалювання міжнаціональної ворожнечі".
- 1990—1991 — рядовий Радянської армії.
- У 1991—1995 роках — студент історичного факультету Кам'янець-Подільського державного педагогічного інституту ім. В. Затонського (нині Кам'янець-Подільський національний університет).
- З 1995 року живе і працює в Києві.
- У 1995—1998 роках — аспірант Інституту української археографії та джерелознавства ім. М. С. Грушевського Національної академії наук України.

### Професійна та наукова діяльність
У 1999 році Павло Гай-Нижник працює провідним археографом відділу пам'яток княжої та козацької доби Інституту української археографії та джерелознавства ім. М. С. Грушевського НАН України.
У 2000 році захистив дисертаційне дослідження на тему «Фінансова політика уряду Української Держави Гетьмана П. Скоропадського (29 квітня — 14 грудня 1918)» і здобув науковий ступінь кандидата історичних наук із спеціальності 07.00.01 — Історія України. у Київському національному університеті імені Тараса Шевченка
2001—2003 — провідний науковий співробітник відділу економічної реформи та удосконалення управління фінансовою системою Науково-дослідного фінансового інституту при Міністерстві фінансів України.
2002—2003 — завідувач науково-інформаційного відділу Українського державного науково-дослідного інституту архівної справи та документознавства.
2003 — заступник головного редактора науково-популярного часопису «Гуманітарний seminarium».
2003 — науковий співробітник Інституту трансформації суспільства.
2003—2004 — старший викладач кафедри історії України Криворізького державного педагогічного університету.
2004 — старший викладач кафедри гуманітарних наук Інституту ділового адміністрування в м. Кривий Ріг (за сумісництвом).
2004—2005 — доцент кафедри історії та теорії держави і права Національної академії державної податкової служби України.
2005—2008 — докторант історичного факультету Київського національного університету імені Тараса Шевченка.
2008 р. у Київському національному університеті імені Тараса Шевченка достроково захистив дисертацію на здобуття наукового ступеня доктора історичних наук із спеціальності 07.00.01 — Історія України: «Фінансова політика Центральної Ради та урядів Української Народної Республіки (березень 1917 — квітень 1918)» [Архівовано 30 березня 2012 у Wayback Machine.]
2007—2012 — старший науковий співробітник відділу соціально-політичної історії Інституту політичних і етнонаціональних досліджень ім. І. Ф. Кураса Національної академії наук України.
2 липня 2010 р.— обраний дійсним членом (академіком) ГО «Українська академія наук»..
Від 17 квітня 2013 — Голова міжвідомчої Експертної ради з питань національностей, національних меншин та захисту українців у світі при Громадській раді при МЗС України.
Від 1 вересня 2013 — старший науковий співробітник Національного науково-дослідного інституту українознавства і всесвітньої історії.
20 листопада 2014 - 6 лютого 2020 — завідувач відділу історичних студій Науково-дослідного інституту українознавства.
Засновник (фундатор) Музею української пропаганди, що був створений в травні 2014 р. на житловому масиві «Троєщина» в Києві (вул. Драйзера, 8). Музей став першим подібним культурним закладом на лівобережжі столиці України.
Від грудня 2014 — член експертної групи Громадського комітету з питань національно-патріотичного виховання при МОН України.
Від 8 лютого 2016 — голова історичної секції Міждержавного проекту «Україна-Польща».
Від 2016 — член «Наукового товариства історії дипломатії та міжнародних відносин».
Від 13 березня 2017 р. є членом експертно-перевірної комісії ЦДКФФА України ім. Г.C.Пшеничного.
11 жовтня 2018 р. —  обраний дійсним членом (академіком) ГО «Академія політичних наук».
6 лютого 2020  — 15 вересня 2022 р. — заступник директора Науково-дослідного інституту українознавства МОН України.
1 лютого 2024 р. — провідний науковий співробітник Інституту політичних і етнонаціональних досліджень ім. І. Ф. Кураса НАН України.
Член редколегій: 
- наукового щорічника «Україна дипломатична»[7]
- наукового часопису «Пам'ять століть»
- наукового збірника «Становлення та розвиток української державності»
- часопису «Музеї України»
- наукового часопису «Українознавство»
- наукового збірника «Геополітика України: історія та сучасність»

## Громадсько-політична діяльність

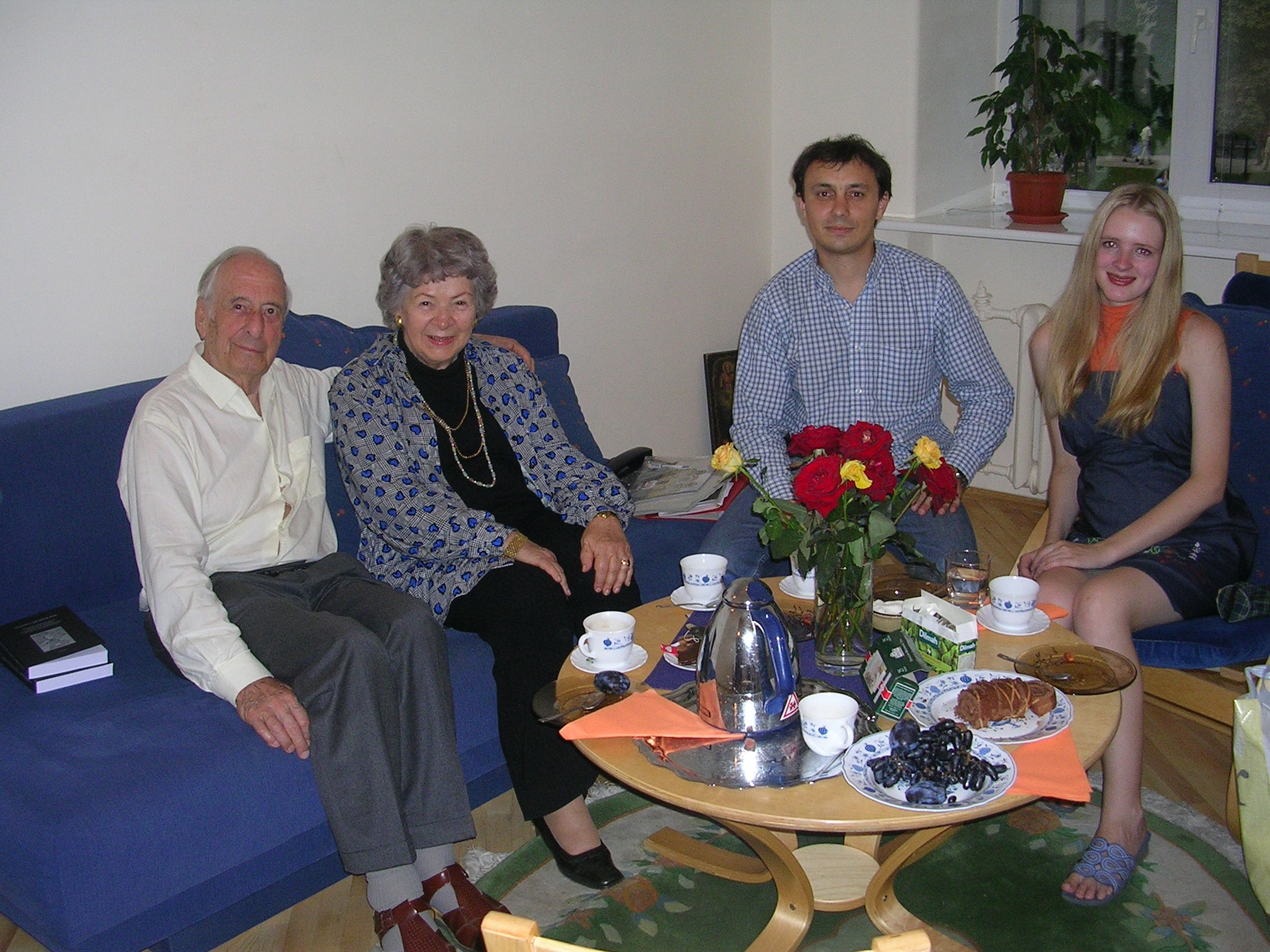
П. Гай-Нижник та донька останнього гетьмана України П. Скоропадського Олена Отт-Скоропадська з чоловіком Людвіґом Отт-Скоропадським (13.IX.2005)

1986—1989 — засновник і провідник націоналістичної молодіжної організації «Союз Українського Народу» (Дунаївці, Кам'янець-Подільський). У 1988 р. вперше на теренах радянського Поділля підніс національний прапор України (почепив на трубі Дунаєвецької суконної фабрики ім. В.Лєніна синьо-жовтий стяг).
1989 — учасник Республіканської установчої конференції Товариства української мови імені Тараса Шевченка в Києві.
Вересень 2002 — член ініціативної групи Української гетьманської організації по створенню Всеукраїнського об'єднання громадян «Союз гетьманців-державників».
Вересень-грудень 2004 — Учасник Помаранчевої революції в Києві.
4 березня 2010 р. підписав Петицію — Відкрите звернення до депутатів Європейського парламенту з приводу наклепу проти С. Бандери в тексті Європейського парламенту щодо України від 25 лютого 2010 р. .
У червні 2012 р. був включений у «Список — 300» — авторитетних і найвідоміших українців (представників інтелігенції, науки, освіти, мистецтва, політики і громадських діячів), що створили «Всеукраїнський Комітет на захист української мови».
30 липня 2012 р. на передвиборчому з'їзді УНА-УНСО був включений до партійного виборчого списку. Увійшов до першої десятки (№ 7, як безпартійний) виборчого списку Української національної асамблеї (УНА-УНСО) як кандидат у народні депутати України (вибори до Верховної Ради України 28 жовтня 2012)
2012 — кандидат в народні депутати України (№ 7 у виборчому партійному списку Української Національної Асамблеї (УНА-УНСО).
3 серпня 2012 р. підписав «Відкритий лист генеральному директору (президенту) Національної телекомпанії України Єгорові Бенкендорфу» з протестом відомих громадсько-політичних і наукових діячів проти російськомовного коментування Першим національним телеканалом ХХХ літніх Олімпійських ігор Чому Перший Національний коментує Олімпіаду недержавною мовою?! [Архівовано 12 листопада 2013 у Wayback Machine.].
Учасник Євромайдану та Революції Гідності (21 листопада 2013 — 21 лютого 2014) у Києві.
Під час Революції Гідності — член політради революційної організації «Правий сектор».
У березні 2014 р. разом з групою провідних вчених України підписав «Звернення до російських вчених з приводу окупації російськими військами Криму та спроб кремлівського керівництва повернути на президентський пост в Україні В. Януковича».
У серпні 2014 р. був одним з підписантів (П. Гай-Нижник, К. Гломозда, В. Сергійчук, Б. Якимович, А. Гречило, М. Железняк, О. Купчинський, А. Руккас, М. Ковальчук, М. Чмир, А. Сова, І. Скочиляс, М. Капраль та ін.) відкритого листа вчених щодо спроб нищення чи фальсифікації державних символів України, поширеному з нагоди Дня Прапора. В листі наголошувалося, що «протягом останнього часу ведеться системне нищення, паплюження та дискредитація Державних символів України» і ця політтехнологічна провокація має на меті посіяти чвари, створити штучне чергове протистояння в українському суспільстві й проводиться вона аналогічними методами, що й спроби розпалити конфлікти навколо неіснуючих мовних чи конфесійних проблем. З огляду на зазначене історики звертали увагу державних структур на потребу посилити захист державних символів України.
2014 — Лауреат Міжнародної літературної премії імені І.Кошелівця за 2013 рік.
Від 2013 — засновник і голова Націонал-консервативного руху «БУЛАВА» (офіційно зареєстровано Міністерством юстиції України 24 жовтня 2017)
У 2018 — один з активних ініціаторів перейменування Дніпропетровської області на Січеславську (у Верховній Раді України цю акцію очолив народний депутат А. Денисенко).
2019 — один з підписантів Загальної декларації архівів (la Déclaration Universelle des Archives).
Від червня 2022 — член Експертної ради з питань подолання наслідків русифікації та тоталітаризму при Міністерстві культури та інформаційної політики України.
11—12 серпня 2022 — один з учасників і доповідачів на Всеукраїнському форумі лідерів суспільної думки у Києві.
Від грудня 2022 — член робочої групи з розробки Концепції (Програми) опанування державної мови у Києві при Департаментах культури КМДА й суспільних комунікацій КМДА, за участі громадськості столиці України.
Ініціатор знесення у Києві пам'ятника радянсько-російському генералові Миколі Ватутіну та перепоховання його рештків з Маріїнського парку у столиці України. Пам'ятник Ватутіну у Києві було демонтовано 9 лютого 2023 року.
Від 2023 р. — член Видавничої ради при Департаменті суспільних комунікацій виконавчого органу Київської міської ради (Київської міської державної адміністрації)
Від 2023 р. – голова журі конкурсу поезії військових-киян "Голос бойового серця".
Від 2024 р. – член Ради арабських і мусульманських учених України / مجلس العلماء العرب والمسلمين في أوكرانيا.

## Сім'я
Одружений.
Виховує доньок Дзвениславу (нар. 2005) та Яснославу (нар. 2009).

## Нагороди, премії та відзнаки
- 1999 — премія Федерації профспілок України «За активну роботу і сприяння при підготовці і випуску журналу Федерації профспілок України „Профспілки України“ у 1998 році і в першому кварталі 1999 року».
- 2004 — Лист подяки Управління освіти і науки виконкому Криворізької міської ради «за плідну роботу по організації науково-дослідницької діяльності учнів».
- 2004 — Лист подяки кандидата в Президенти України, народного депутата України Віктора Ющенка «за участь у Міжнародному Форумі „Освіта і наука — стратегічний резерв України“».
- 2006 — Орденом Святого Рівноапостольного князя Володимира Великого III ступеня «за заслуги з відродження духовності в Україні та утвердження Помісної Православної Церкви».
- 2007 — Почесна грамота Міністерства освіти та науки України «за вагомий внесок у розвиток освіти та високий професіоналізм».
- 2008 — Грамота Дунаєвецької районної державної адміністрації та Дунаєвецької районної ради Хмельницької обл. «за вагомий внесок у дослідженні історії Дунаєвеччини».
- 2012 — Дипломом лауреата редакції періодичних видань Національного банку України за версією журналу «Вісник Національного банку України» в номінації «Топ-20 докторів наук — активних авторів журналу „Вісник НБУ“».
- 2014 — лауреат Міжнародної літературної премії імені І. Кошелівця за 2013 рік.
- 2018 — Грамота Івано-Франківської обласної ради та Ювілейна відзнака «100 років Західно-Української Народної Республіки».
- 2019 — Диплом учасника Топ-10 у номінації «Життєпис» за дослідження «Павло Скоропадський і Власний Штаб гетьмана всієї України: боротьба за владу і державність» (Київ: Крок, 2019) Всеукраїнського бібліотечного «Біографічного рейтингу — 2019» Інституту біографічних досліджень Національної бібліотеки України ім. В. І. Вернадського за участі незалежних експертів з метою виявлення та популяризації доробку в галузі біографістики та біографіки вчених, краєзнавців і бібліологів України.
- 2021 — Почесний Знак Генеральної дирекції з обслуговування іноземних представництв[10].
- 2022 — Diploma Worldwide Cultural Diplomacy Award (Charitabile Organization «Commitee on Public Award of Ukraine»; Award Decision # 477, November 9, 2022, Kyiv)
- 2022 — Всесвітній орден «Культурна дипломатія» / «World Order of Cultural Diplomacy» (ГО «Грандів рейтингів і номінацій»; 30 листопада 2022 р., № 210).
- 2023 р. — Книга перша з трилогії П.Гай-Нижника «Український націонал-консерватизм: Гетьманський Рух» (Саміт-книга, 2023, 544 с.) стала однією з переможців Всеукраїнського рейтингу „Книга року – 2023» в номінації „Софія” (політологія/соціологія/культурологія). За всіма категоріями оцінювалося майже 700 видань за 58 експертними анкетами.[11].

## Наукові інтереси
- історія України першої половини XX ст.,
- історія світової та української політичної думки,
- історія української революції та національно-визвольних змагань 1917—1923,
- історія вітчизняної соціально-економічної та фінансової політики,
- біографістика,
- політологія,
- ідеологія,
- історія української діаспори.

Автор понад тисячі наукових досліджень, опублікованих в наукових фахових виданнях України, США, Канади, Росії, Білорусі, Німеччини, Італії, Польщі, Франції, Угорщини, Сербії, Румунії, Латвії, Грузії, Мозамбіку та інших країн. Один із співавторів передмови до «Спогадів» гетьмана України Павла Скоропадського (Київ-Філадельфія, 1995) [Архівовано 11 червня 2013 у Wayback Machine.].

## Доробок

### Монографії
- «Документальні джерела і матеріали до історії фінансової політики уряду Української Держави (29 квітня — 14 грудня 1918). Довідник» — К., 2004. — 47 с. [Архівовано 30 березня 2012 у Wayback Machine.]
- «Фінансова політика уряду Української Держави Гетьмана П. Скоропадського (29 квітня — 14 грудня 1918)» — К., 2004. — 430 с. [Архівовано 30 березня 2012 у Wayback Machine.]
- «Податкова політика Центральної Ради, урядів УНР, Української Держави, УСРР (1917—1930)» — К.: Цифра-друк, 2006. — 303 с. [Архівовано 30 березня 2012 у Wayback Machine.]
- «Український Державний банк: історія становлення. Документи і матеріали (1917—1918)» — К.: Цифра-друк, 2007. — 340 с. [Архівовано 30 березня 2012 у Wayback Machine.]
- «Науково-документальна збірка до 90-річчя запровадження державної служби в Україні» — К.: Центр сприяння інституційному розвитку державної служби, 2008. — 124 с. [Архівовано 16 березня 2012 у Wayback Machine.][У співавторстві]
- «Нариси історії державної служби в Україні» — К.: Ніка-Центр, 2008. — 536 с. [Архівовано 16 березня 2012 у Wayback Machine.] [У співавторстві];
- «Банківська система України: виміри глобальної фінансової кризи. Експертно-аналітична доповідь» — К.: Дорадо-друк, 2009. — 64 с. [Архівовано 16 березня 2012 у Wayback Machine.] [У співавторстві];
- «Історія державної служби в Україні». У 5 т. — К.: Ніка-Центр, 2009. — Т.1. — 544 с. [Архівовано 16 березня 2012 у Wayback Machine.] [У співавторстві]
- «Історія державної служби в Україні». У 5 т. — К.: Ніка-Центр, 2009. — Т.2. — 512 с. [Архівовано 16 березня 2012 у Wayback Machine.] [У співавторстві]
- «УНР та ЗУНР: становлення органів влади і національне державотворення (1917—1920)». — К.: ЩеК, 2010. — 304 c. [Архівовано 30 березня 2012 у Wayback Machine.]
- «Економічна безпека банківської системи в контексті нового курсу реформ в Україні 2010—2015 років. Експертно-аналітична доповідь». — К.: Дорадо-друк, 2010. — 64 с. [Архівовано 16 березня 2012 у Wayback Machine.] [У співавторстві]
- «Держава, влада та громадянське суспільство у документах політичних партій України (кінець 1980-х — перша половина 2011)». — К.: ІПіЕНД ім. І. Ф. Кураса НАН України, 2011. — 808 с. [Архівовано 1 травня 2012 у Wayback Machine.] [Співукладач]
- «Українська багатопартійність: політичні партії, виборчі блоки, лідери (кінець 1980-х — початок 2012). Енциклопедичний довідник». — К.: ІПіЕНД ім. І. Ф. Кураса НАН України, 2012. — 588 с. [http://www.hai-nyzhnyk.in.ua/doc/2012doc.bagatopart.php [У співавторстві]
- «Україна за двадцять років: матеріали міжнародної веб-конференції 22 серпня 2011 р». / Черніг. центр перепідготовки та підвищення кваліфікації працівників органів держ. влади, органів місц. самоврядування, держ п-в, установ і організацій; Ред. кол. : В. М. Бойко (голова ред.) [та ін.]. — Чернігів, 2013. — 48 с. [У співавторстві]
- «УНР у період Директорії: пошук моделі державного устрою (кінець 1918—1919)». — Ніжин, 2013. — 214 с. [У співавторстві]
- Політичні партії України у парламентській виборчій кампанії 2012 року. – К.: ІПіЕНД ім. І. Ф. Кураса НАН України, 2013. — 400 с. [У співавторстві
- «Час на зміни (політична публіцистика та інтерв'ю за 2010—2013)». - К., 2013. — 258 с.
- «Українознавство: концептуальні та теоретико-методологічні основи розвитку». — К., 2015. — 504 с. [У співавторстві]
- «Догматика віри в Кафолічній Церкві й запровадження християнства у Давній Русі (кінець ІХ — середина ХІ ст.). Нарис історико-герменевтичної інтерпретації». — К.: «МП Леся», 2015. — 278 с. [У співавторстві]
- «Російська окупація і деокупація України: історія, сучасні загрози та виклики сьогодення: Матеріали Всеукраїнської науково-практичної конференції (Київ, 2016)». — К.: МП Леся, 2016. — 352 c. [У співавторстві]
- «Українська дипломатія й міжнародна фінансова політика урядів Центральної Ради, Української Держави (Гетьманату) та Директорії УНР (1917—1922)». — К.: Дуліби, 2016. — 532 c.
- «Агресія Росії проти України: історичні передумови та сучасні виклики». — К.: МП Леся, 2016. — 586 c. [У співавторстві]
- «Агресія Російської Федерації проти України: проблеми оптимізації державного управління та системи національної безпеки. Експертно-аналітична доповідь». — К.: МП Леся, 2016. — 28 c. [У співавторстві]
- «Росія проти України (1990—2016): від політики шантажу і примусу до війни на поглинання та спроби знищення». — К.: МП Леся, 2017. — 332 c.
- «Основні засади Стратегії деокупації та реінтеґрації Криму в контексті національної безпеки України: штрихи до проблеми й напрямки розв'язання». — К.: МП Леся, 2017. — 52 c.
- «Basic Principles of the Strategy for De-Occupation and Reintegration of Crimea in the Context of National Security of Ukraine: Aspects of the Problem and Solution Areas / Основні засади Стратегії деокупації та реінтеґрації Криму в контексті національної безпеки України: штрихи до проблеми й напрямки розв'язання». — К.: МП Леся, 2017. — 105 c.
- «Російська агресія проти України: правда і вигадки, причини і наслідки». — К.: МП Леся, 2018. — 435 c. [У співавторстві]
- «Aggression of the Russian Federation against Ukraine: ethnonational dimension and civilizational confrontation». — Saarbrücken (Germany): LAP Lambert Academic Publishing. — 229 p. [У співавторстві]
- «ЗУНР — ЗО УНР: становлення органів влади і державного управління (1918—1919)». – Київ, 2018. — 146 с.
- «Україна ХХ ст.: суспільно-політичні моделі національної держави (державницька ідеологія та програмні засади провідних українських політичних партій і громадсько-політичних об'єднань)». – К., 2018. — 705 c. [У співавторстві]
- «Велика війна 1914—1918: витоки, характер, наслідки». – К.: Видавничий дім «Кондор», 2018. — 536 с. [У співавторстві]
- «Світоч Української Церкви. До 90-річчя з дня народження Святійшого Патріарха Філарета (Денисенка)». – К.: ГДІП, 2019. — 157 с. [У співавторстві]
- «Трансформація української національної ідеї». — К.: Наш формат, 2019. — 464 c. [У співавторстві]
- «1918-й: два перевороти». – К.: Видавець Марко Мельник, 2019. — 298 с.
- «Павло Скоропадський і Власний Штаб гетьмана всієї України: боротьба за владу і державність». – К.: Крок, 2019. — 626 с.
- «Ярослав Мудрий та його доба: тисячолітній досвід українського державотворення». – К.: Київ. ун-т ім. Б. Грінченка, 2019. — 284 с. [У співавторстві]
- «Історія України. Семінар для студентів-медиків». – Тернопіль, 2020. — 178 с. [У співавторстві]
- «Українська Держава: суспільно-політична модель і соціально-економічний лад в теорії та ідеології ОУН-б (1940—1990)». – К.: Крок, 2020. — 432 с.
- «Цегельський Л. Битва за Соборність: від легенди до правди». – Київ: Видавець Олексій Бешуля, 2021. — 416 с. [Науковий редактор і автор коментарів ]
- «Історія України. Семінар для студентів-медиків: посібник». – Тернопіль: ТНМУ, 2021. — 180 с. [У співавторстві]
- «Dziedzictwo Józefa Piłsudskiego i Symona Petlury. Przeszłość, teraźniejszość i przyszłość partnerstwa Polski i Ukrainy». – Lublun: Wydawnictwo Uniwersytetu Marii Curie-Sklodowskiej, 2021. – 386 s. [У співавторстві]
- «Спадщина Пілсудського та Петлюри. Минуле, сьогодення та майбутнє партнерства Польщі та України». – Київ: Ніка-Центр; Люблін: Видавництво УМКС, 2021. – 424 с. [У співавторстві]
- «Україна: фінанси і політика (1917—1922)». – К.: Саміт-книга, 2021. — 808 с., іл.
- «Місця пам'яті української дипломатії: енциклопедичний довідник». – Київ: Горобець, 2022. – 672 c. [У співавторстві]
- «The Russian-Ukrainian war (2014–2022): historical, political, cultural-educational, religious, economic, and legal aspects». – Riga, Latvia: “Baltija Publishing”, 2022. – 1421 p. [У співавторстві]
- «Імміграція і транснаціоналізм: навчальний посібник» / Анакіна Т.М., Гай-Нижник П.П. та ін.; за ред. П.В.Токаря. – Ужгород: ДВНЗ «УжНУ», 2023. – 372 с., іл. [У співавторстві]
- «Таємна історія монголів. …–1240 рр.» / [переклад До Тайж Цогтсайхан]. – К. : Саміт-книга, 2023. – 256 с. [Передмова – Павло Гай-Нижник. Коментарі до тексту: До Тайж Цогтсайхан, Павло Гай-Нижник]
- «Міфи і таємниці останнього гетьмана України» / Павло Гай-Нижник, Микола Томенко. – Київ: Креативна агенція «Артіль», 2023. – 384 с., іл. [У співавторстві]
- «Агрессия Российской Федерации против Украины: этнонациональное измерение и цивилизационное противостояние» / Павло Гай-Нижник. – Sciencia Scripts, 2023. – 224 с. [У співавторстві]
- «Місцеве самоврядування в Україні (ХХ – початок ХХІ століття). Західні землі». – Львів, 2023. – 676 с. [У співавторстві]
- «Український націонал-консерватизм: Гетьманський Рух». – Книга І. 1900–1936 рр. – Київ: Саміт-книга, 2023. — 544 с., іл.
- «Формування модерної національної свідомості українців Криму: тенденції, перспективи та асиміляційні загрози (кінець ХІХ – початок XXІ ст.)» / Упорядн. і наук. ред. д.і.н. П.П.Гай-Нижник. – Київ: Саміт-книга, 2024. – 544 с., іл. [У співавторстві]
- «Сучасна російсько-українська війна: історіографічні, суспільно-політичні, соціально-економічні та культурно-духовні виміри». – Riga, Latvia: “Baltija Publishing”, 2024. – 332 с. [У співавторстві]
- «Український націонал-консерватизм: Гетьманський Рух». – Книга ІІ. 1937–1945 рр. – Київ: Саміт-Книга, 2024. – 588 с., іл.
- «Зазирнути у вічі Путіну»: російський синдром української «дипломатії війни і миру». Пекельна весна 2022-го. – Київ: Саміт-книга, 2025. – 256 с., іл.
- «Російський вузол: розв’язати чи розрубати (війна і перспективи розпаду РФ)» / Павло Гай-Нижник, Леонід Чупрій. – Київ: Саміт-книга, 2025. – 176 с., іл. [У співавторстві]
- «Український націонал-консерватизм: Гетьманський Рух». – Книга ІІІ. – Частина 1. 1945–1957 рр. – Київ: Саміт-Книга, 2025. – 528 с., іл.
- «Сенсові ідеологеми В.Путіна: наративи ціннісних маніпуляцій та casus belli геополітики і геостратегії РФ». – Київ: Саміт-Книга, 2025. – 440 с.

### Поетична творчість
- «Згадуй мене… Лірика кохання» (Київ, 2006. — 114 с.)
- «Смак свободи… Лірика життя» (Київ: Вид-во «Цифра-друк», 2009. — 95 с.)
- «Вілаґ почуттів. Збірник української поезії». — Ужгород: Вид-во «ФОП Бреза А. Е.», 2012. — С. 408—411. (600 с.) [у співавторстві]
- «Тебе я колихав ночами». Поезії // Соборність (Ізраїль). — 2013. — № 1—2 (46—47). — С.50—61. (261 с.)

```
[
Архівовано
 16 березня 2013 у 
Wayback Machine
.
]
```

- Воїнам Світла: поезія 2003—2014 — Вип.1. — Ужгород: Вид-во «Серце патріота», 2015. — С. 61—63. (300 с.) [Архівовано 4 квітня 2015 у Wayback Machine.] [у співавторстві]
- Воїнам Світла: поезія (збірник віршів поетичної сотні України). — Вип.2. — Ужгород: Вид-во «Серце патріота», Благодійний фонд «Віта Дольче», 2015. — С. 51—53. (256 с.) [Архівовано 4 квітня 2015 у Wayback Machine.] [у співавторстві]
- Поезія // Соборність (Ізраїль). — 2015. — № 3–4 (54–55). — жовтень–грудень. — С. 3–19. [Архівовано 9 березня 2016 у Wayback Machine.]
- «Плинність: Поезія» (Київ, 2015. — 100 с.) [Архівовано 27 лютого 2020 у Wayback Machine.]
- «Пером і пензлем, і душею». Мистецька антологія (2018). [у співавторстві]
- «Відчуття: Поезія» (Київ, 2019. — 150 с.) [Архівовано 5 жовтня 2015 у Wayback Machine.]
- «Крізь час. Поезія» (Київ: Саміт-книга, 2022. — 360 с.)
- «Le Porche : bulletin de l'association des Amis de Jeanne d'Arc et de Charles Péguy (Russia, Pologne, Finlande, Estonie)». – №53. – Décembre 2022. – Lyon (France), 3e trimestre 2023. – P.212–214.
- «Римова. Війна». Антологія воєнної лірики (Київ: Саміт-Книга, 2024). [у співавторстві]

Поезії автора друкувалися у часописах «Подолянин» (Кам'янець-Подільський), «Батьківщина» (Торонто, Канада), «Дніпро» (Київ), а також у збірнику української поезії «Вілаг почуттів» (Ужгород, 2012), у міжнародному літературно-публіцистичному часописі українських письменників «Соборність» (Ізраїль, 2013), мистецькій антології «Пером і пензлем, і душею» (2018), французькому поетично-літературному бюлетені «Le Porche : bulletin de l'association des Amis de Jeanne d'Arc et de Charles Péguy (Ліон, Франція, 2023), в антології воєнної лірики «Римова. Війна» (Київ, 2024).
Новітні поезії П. Гай-Нижника, а також «Лірична галерея» [Архівовано 14 січня 2012 у Wayback Machine.] автора набули численного кола шанувальників і особливої популярності серед молоді, на слова його віршів складаються популярні пісні (зокрема: «Якби ти знала мила моя» [Архівовано 14 травня 2014 у Wayback Machine.] та «Мамине кохання» [Архівовано 14 травня 2014 у Wayback Machine.]), а також твори для хорового співу (як, наприклад, «Скажи-но, гай» (слова П. Гай-Нижника, музика С. Заверухи) [Архівовано 19 листопада 2012 у Wayback Machine.] — хорова композиція, що брала участь у Міжнародному фестивалі хорової музики (Варна, Болгарія; червень 2012).
Сьогодні слова з вірша українського поета П.Гай-Нижника: «Вклоніться їм за те, що живете. / Усім – хто впав за Волю, за Ідею! / І свічку покладіть, де стоїте, / Щоб святість сяяла над нашою землею!» увіковічують монументи «Борцям за волю України» у Ковелі (Волинська обл.), Благовіщенському (Кіровоградська обл.), Покрові (Дніпропетровська / Січеславська обл.), Білобожниці (Тернопільська обл.).
Рядки з поезії П.Гай-Нижника: «...Наше життя – багряний згусток крові, / Що зве у бій, а не до каяття. / Долоні наші стислись в кулак долі, / У піхвах – меч, а не рабів ниття. / Ми – той Народ, що правду несе в Слові, / Ми – Нація, що творить Майбуття / Честь лицарів. Ми – Люди хліба й солі, / Ті, що не знатимуть ніколи забуття!» увікопомнюють подвиг і пам'ять українських воїнів, що геройськи загинули у російсько-українській війні, на меморіальних дошках Яворівщини Львівської області (зокрема в Івано-Франковому, Драгомишлі, Домажирі та ін.), а також стали гаслом Сухопутних військ ЗСУ 

## Використана література
- Кабачинська С. Проблеми тисяча й однієї школи Хмельниччини обговорювали педагоги на традиційних серпневих конференціях // Радянське Поділля. — 1988. — № 168. — 30 серпня. — С. 2;
- Захар'єв В., Шандебура С. Ярлики // Корчагінець. — 1989. — № 4. — 22 січня. — С. 3-4;
- Оліфер В. Якщо ти лідер, то будь ним завжди // Ленінським шляхом. — 1989;
- Резонанс «Ярлики» // Корчагінець. — 1989. — 23 квітня;
- Ільєнко Д. Ми однієї землі сини // Ленінським шляхом. — 1990. — 10 лютого. — № 17. — С. 3;
- Ільєнко Д. Обрав професію офіцера // Радянське Поділля. — 1990. — 23 лютого. — № 38. — С. 3;
- Отт-Скоропадська О. Третя подорож на Україну // Батьківщина (Торонто). — 1993. — № 8-10. . — С. 8—9;
- Кифоренко Л. До нас повертається наша історія // Дунаєвецький вісник. — 1997. — 8 березня. — № 18. — С. 2—3;
- Отт-Скоропадська О. Повернення в Україну (1991—1998). — К., 1999. — С. 55, 57, 95;
- Чуприна О. Гай-Нижнику Павлу Павловичу // Чуприна О. Від щирого серця. — К., 2002. — С. 16—17;
- Соловйов С. Соборність: криворізький аспект // Червоний гірник (Кривий Ріг). — 2004. — № 14. — С. 2;
- Гай-Нижник Павло Павлович // Прокопчук В. С., Прокопчук Т. К., Олійник С. В. Дунаєвеччина в іменах. — Дунаївці, 2006. — Вип.1. — С. 27—28;
- Швидкий В., Шепель Л. Гай-Нижник Павло Павлович // Українські історики XX століття. Серія «Українські історики». — Вип. 2, Ч. 3. — К.: НАН України, 2006. — С. 43—45 [Архівовано 14 січня 2012 у Wayback Machine.]
- Оліфер В. Висока нагорода подолянина // Дунаєвецький вісник. — 2006. — № 98. — 15 грудня. — С. 1.
- Пам'ять століть. — 2007. — № 1. — С.169, 240;
- Журналу «Пам'ять століть» 10 років // Пам'ять століть. — 2007. — № 2. — С. 240;
- Головко І. Новий науковий погляд на історію // Вісник податкової служби України. — 2007. — № 41. — С. 78-80 [Архівовано 30 березня 2012 у Wayback Machine.]
- Noiret S. Publications on financial history 2004 // Financial History Review. — Vol.13. — Is.02. — Cambridge: University Press, Oct 2006. — Р.235-307;
- Бібліотека Стенфордського університету (США, Каліфорнія)
- Оліфер В. Відзначено вченого-Дунаївчанина // Дунаєвецький вісник. — 2007. — № 26. — 3 квітня. — С.2;
- Телячий Ю. Успіх нашого земляка // Дунаєвецький вісник. — 2008. — № 79-80. — 16 жовтня. — С. 3;
- Noiret S. Publications on financial history 2006 // Financial History Review. — Vol.15. — Is.02. — Cambridge: University Press, Oct 2008. — Р.203-261;
- Ідзьо В. Рецензія на автореферат докторської дисертації Гай-Нижника Павла Павловича «Фінансова політика Центральної Ради та урядів Української Народної Республіки (березень 1917 — квітень 1918)» // Науковий вісник Українського Історичного клубу. — М., 2008. — Т. XIV. — С. 180—181.
- Павло Павлович Гай-Нижник // Україна наприкінці ХІХ ст. — у 30-х рр. XX ст. (наукова школа): біобібліографічний покажчик. — Серія: Наукові школи університету; Вип.2. — Кам'янець-Подільський: Кам'янець-Подільський національний університет імені Івана Огієнка, 2009. — С. 42—56 [Архівовано 14 січня 2012 у Wayback Machine.]
- Історична секція Міждержавного Проекту «Україна-Польща» // Міжнародна Дипломатична Місія Народної Дипломатії «Європейська Україна». [Архівовано 6 березня 2016 у Wayback Machine.] Офіційний сайт. — 2016. — 8 лютого;
- Гай-Нижник Павло Павлович // 25 років Інституту політичних і етнонаціональних досліджень ім. І. Ф. Кураса НАН України. — К.: ІПІЕНД ім. І. Ф. Кураса НАН України, 2016. — С.403-409.
- Григоренко О. П. Борець за державність України, патріот і вчений, поет і людина (з нагоди 50-річчя від дня народження Павла Гай-Нижника) // Гілея. – 2021. – Вип.160 (№1–2). – Ч.1. Історичні науки. – С.7–22.

- Гай-Нижник Павло Павлович / М. Г. Железняк // Енциклопедія Сучасної України [Електронний ресурс] / Редкол.: І. М. Дзюба, А. І. Жуковський, М. Г. Железняк [та ін.] ; НАН України, НТШ. – К. : Інститут енциклопедичних досліджень НАН України, 2023. – Режим доступу: https://esu.com.ua/article-880718